# 今生、絢爛につき。
『今生、絢爛につき。』（こんじょうけんらんにつき）は、VALSHEの5枚目のミニ・アルバム。2018年8月22日にビーイングから発売された。

## 概要
“和”の色合いをより強めたコンセプトアルバム。ジャケットをはじめとしたビジュアルワークが、黒を基調とした前作と一線を画した色彩豊かな仕上がりになった。ビビッドでコントラストの強い色調が海外からの“WA”の目線も強く意識されたものに仕上がっている。自身曰く、「もともと自分の音楽ルーツは「和」。物心ついたときに親しんでいたのが和楽器ということもあり、自分の好きなジャンル。演歌を聴いたり、和楽器に触れていたということもあり、デジタルロックサウンドを軸に活動している中で、いつかどこかのタイミングでしっかり「和」と向き合えるタイミングがあったらいいなと思っていました」とのこと。
表題曲は「激情型カフネ」で、展開されたストーリーの“エピソードゼロ”的な世界観を内包した物語性のあるナンバーであり、ダンサブルなクラブサウンドをベースとしながら三味線・琴を主体とした“和ダンス曲”となった。
「今生、絢爛につき。」はニコニコ生放送の音楽バラエティ番組『オーイシ✕加藤のニコ生☆音楽王』の2018年8月度オープニングテーマに起用され、自身も同月22日の配信にゲスト出演した。
「追想の理」は自身が声優として出演するTVアニメ『信長の忍び～姉川・石山篇～』オープニング・テーマ。

## 収録曲
CD
1. まそカがミ照るべき月ヲ白タえの誰か隠せる天ツ君かも
作曲・編曲：佐藤瞬
2. 今生、絢爛につき。
作詞：VALSHE　作曲：VALSHE、佐藤瞬　編曲：佐藤瞬
3. 激情型カフネ
作詞・作曲:VALSHE　編曲：斎藤真也
4. PERSONA
作詞：VALSHE　作曲・編曲：doriko
5. インスタントセレブリティ
作詞：doriko　作曲：VALSHE　編曲：G'n-
6. 夕暮花火
作詞：VALSHE　作曲・編曲：佐藤瞬
7. 追想の理
作詞：VALSHE　作曲・編曲：本田正樹

DVD（初回限定版）
1. 「今生、絢爛につき。」Music Video
2. Making of 「今生、絢爛につき。」

DVD（Musing盤）
1. 「今生、絢爛につき。」Dance ver.